# 9時から5時まで
『9時から5時まで』（くじからごじまで 原題：9 to 5 / Nine to Five）は、1980年制作のアメリカ合衆国のコメディ映画。ジェーン・フォンダ主演。主題歌はドリー・パートンの「9時から5時まで」（9 to 5）。ドリーは出演もしている。
アメリカ国内で初週の興行収入が390万ドルを越えるヒットを記録し、コメディ映画で第20位の興行収入となっている。1980年の全米興行収入第2位を記録した。
アメリカン・フィルム・インスティチュートによるアメリカ喜劇映画ベスト100で第74位にランクインし、Rotten Tomatoesでは82%の満足度となった。

## あらすじ
控えめな主婦ジュディ・バーンリーは離婚後、ロサンゼルスのコンソリデーテッド社で秘書として働くこととなり、経験豊富で毒舌の未亡人社員、ヴァイオレット・ニューステッドの下に付く。2人は、ヴァイオレットが嘗て教えた、自己中心的で女性差別的な副社長フランクリン・ハートの下で働くのだ。ハートは、魅力的な既婚の秘書ドラリー・ローズと不倫関係にあるという噂を自ら広めている。
ハートがヴァイオレットを昇進させず、彼女より下位のボブ・エンライトを昇進させると、ヴァイオレットはドラリーに、ハートとドラリーの不倫の噂が流されていることを告げ、2人はその日の午後は休暇にして近くのバーで飲む。ジュディも、マリア・デルガードがハートの悪口を言ったと、ハートの忠実な助手であるロズがハートに告げ口したことから、ハートがマリアを解雇したことを知り、2人に合流する。
自分たちの置かれた状況を改善する方法を思いつかないまま、3人はドラリーの家でマリファナを吸いながら、ハートへの復讐を思い描く。ジュディはハンターが鹿を狩るように彼を撃ち、ドラリーは彼を縛り上げて弱火で炙り、ヴァイオレットは彼のコーヒーに毒を盛る。
翌日、イライラして気が散ったヴァイオレットは、ハートのコーヒーに殺鼠剤を入れてしまう。よく似た箱の甘味料と間違えたのだ。しかしハートがコーヒーを飲もうとした時、座っていた椅子が壊れ、ハートは棚に頭をぶつけて気を失ってしまう。
ヴァイオレットは自分のミスに気づき、毒入りのコーヒーがハートの気を失わせたのだと考える。彼女とジュディは病院でドラリーと会うが、丁度その時、医師が男性が中毒死したと言うのを耳にする。ヴァイオレットは、死んだ男がハートだと思い込み、検死をさせないためにその遺体を盗み出す。しかし、ヴァイオレットはジュディとドラリーと口論している最中に車の事故を起こし、バンパーを損傷してしまう。ドラリーがバンパーを修理しようとトランクからタイヤレバーを取り出す際、その遺体はハートではないことが分かり、遺体を病院に返す。
翌朝、ハートはいつものように仕事に現れ、3人を驚かせる。女性用トイレでドラリーは、ハートは頭を打っただけでコーヒーは飲んでいないと説明する。問題が起こらなかったことに安心した3人は、終業後、バーに集まることにする。しかし、3人の会話の一部始終をロズが聞いており、全てをハートに報告してしまう。
ハートはドラリーを執務室に呼び出し、もし自分と一晩過ごすなら、彼女とジュディ、ヴァイオレットを殺人未遂で告発しないと迫る。ドラリーは拒否するが、ハートは彼女の言うことを最後まで聞こうとしない。彼女はハートを縛り上げ、黙らせるためにプレゼントとして貰ったスカーフをハートの口に詰め込む。ハートはジュディを騙して縛りを解かせるのに成功するが、ジュディはドラリーの拳銃で彼に向かって発砲してしまう。
その後、3人はハートがコンソリデーテッド社の在庫を横流しし、その収益を懐に入れていたことを知り、彼を脅迫して黙らせる。ヴァイオレットが要請した請求書はハートの犯罪を証明する筈だったが、届くのが4～6週間後だと知ると、3人はハートにハンググライダーのスーツを着せた上で自宅の寝室に監禁し、車庫の扉を開閉するリモコンをそのスーツに結びつける。
ハートが不在の間、社内託児所、男女同一賃金、フレックスタイム、パートタイム勤務を可能にするワークシェアリングなど、従業員からの要望が強い制度が次々に導入される。3人でハート名による制度設置の文書を作成し、ドラリーがハートの署名を行ったのである。以前から、ハートの許可の下、ドラリーはハートの代わりに諸々の文書に署名してきていた。
請求書が届く数日前、ハートを溺愛する妻ミッシーがクルーズ旅行から戻って来て彼を解放したことから、彼に売却した在庫を買い戻す時間を与えてしまう。ハートがジュディ、ドラリー、ヴァイオレットを警察に通報する前に、取締役会長のラッセル・ティンズワージーがハートに会い来る。ティンズワージーは、新たに導入された諸制度によって生産性が20%向上したとハートを褒める。そしてティンズワージーはハートをブラジルでの数年にわたるプロジェクトへと異動させることを告げ、ハートはそれを渋々承諾する。ヴァイオレット、ジュディ、ドラリーがは成功を祝う。
映画の最後で分かることは、ヴァイオレットは副社長に昇進し、ジュディはゼロックスの担当者と結婚し、ドラリーはコンソリデーテッド社を辞めてカントリー・ウエスタン歌手になったということだ。そしてブラジルのジャングルでは、アマゾンの原住民がハートを誘拐し、ハートは消息不明になっている。

## キャスト
※括弧内は日本語吹替
- ジュディ・バーンリー - ジェーン・フォンダ（小原乃梨子）
- ヴァイオレット・ニューステッド - リリー・トムリン（京田尚子）
- ドラリー・ローズ - ドリー・パートン（向井真理子）
- フランクリン・ハート・ジュニア - ダブニー・コールマン（小林勝彦）
- ラッセル・ティンズウォージー - スターリング・ヘイドン（郷里大輔）
- ロズ・キース - エリザベス・ウィルソン（榊原良子）
- ヒンクル - ヘンリー・ジョーンズ
- ディック・バーンリー - ローレンス・プレスマン（鈴置洋孝）
- ミッシー・ハート - マリアン・マーサー
- バーバラ - レン・ウッズ
- ベティ - ノーマ・ドナルドソン
- マリア・デルガード - ロクサナ・ボニラ・ジャニーニ
- マーガレット・フォスター - ペギー・ポープ
- ミード - リチャード・スタウル
- エディ・スミス - レイ・ヴィト（堀内賢雄）
- ドウェイン・ローズ - ジェフリー・ダグラス・トーマス（郷里大輔）
- パーキンス - アール・ボーエン

## テーマ曲
主題歌はドリー・パートンが作曲および演奏した『9時から5時まで』（9 to 5）である。1980年代のパートンの曲で最大のヒット曲の1つとなった。映画撮影中、パートンは長い付け爪でタイプライターを打つ音を使用することを思いついた。パートンは撮影セットで爪を鳴らしてビートを作りながら作曲した。『ビルボード』誌のカントリー・チャートおよび、Billboard Hot 100で2週連続第1位を獲得し、アカデミー歌曲賞など様々な賞にノミネートされた。1981年、ピープルズ・チョイス・アワードの映画楽曲賞を受賞し、1982年、グラミー賞においてカントリー楽曲賞、女性カントリー・ヴォーカル賞を受賞した。なおこの時のグラミー賞には4部門にノミネートされた。アメリカレコード協会によりプラチナ認定された。
同年、当時新人であったシーナ・イーストンは同じタイトルの『9 to 5 』でイギリスで最初のメジャー・ヒットをしていた。パートンの曲との混同を避けるため、イーストンのレコード会社はアメリカでのリリースの際に『Morning Train (9 to 5) 』と改名した。

## テレビ・シリーズ
1982年から1983年にABCで、1986年から1988年にシンジケートで、この映画に影響を受けたシットコムが放送された。この番組ではパートンの妹のレイチェル・デニソンがパートンのドラリー役、リタ・モレノがトムリンのヴァイオレット役、ヴァレリー・カーティンがフォンダのジュディ役を演じた。後半ではモレノの代わりにサリー・ストラザースが配役された。計85エピソードが撮影された。

## ミュージカル
2008年にミュージカル化され、2012年には日本で上演される。

### 2009年、ブロードウェイ・ミュージカル
2008年3月上旬、センター・シアター・グループの芸術監督マイケル・リッチーはブロードウェイ公開前に2008年9月1日からロサンゼルスにあるセンター所有のアーマンソン・シアターにて、アリソン・ジャニーがヴァイオレット役、ステファニー・J・ブロックがジュディ役、メーガン・ヒルティがドアリー役、マーク・カディッシュがフランクリン・ハート・ジュニア役で開幕することを発表した。ミュージカル版の脚本は映画の脚本も共同で行なったパトリシア・レズニックが担当した。アンディ・ブランクンビューラーが振付をし、ジョー・マンテロが演出した。
スタッフ（日本上演版）
- 作詞・作曲：ドリー・パートン
- 脚本：パトリシア・レズニック
- 翻訳・訳詞：青井陽治
- 振付：上島雪夫
- 演出：西川信廣

キャスト（日本上演版）
- ジュディ：紫吹淳
- バイオレット：草刈民代
- ドラリー：友近
- フランクリン：石井一孝

安崎求、花山佳子、石井一彰
2024年  ミュージカル9to5
キャスト
・ジュディ : 和希そら
・ヴァイオレット : 明日海りお
・ドラリー : 平野綾
・フランクリン : 別所哲也
飯野めぐみ、ひのあらた、俵和也